# Sipke Hoekstra
Sipke Hoekstra (Leeuwarden, 13 juli 1976) is een Nederlandse componist.

## Biografie
Sipke Hoekstra ontving als achtjarige zijn eerste vioollessen. Een jaar later begon hij met componeren. Als elfjarige werd hij toegelaten tot een talentklas van het tegenwoordige Prins Claus Conservatorium in Groningen, waar hij naast viool- en pianolessen theorie-, solfège- en enkele compositielessen ontving. Als tiener deed hij ervaring op als concertmeester en later dirigent bij onder meer het Frysk Jeugd Orkest en studentenorkest Bragi.
Na zijn vwo-diploma te hebben behaald, studeerde hij klassiek viool aan het Conservatorium van Zwolle en later geschiedenis, aan de Rijksuniversiteit Groningen, en behaalde uiteindelijk zijn doctoraal Muziekwetenschap aan de Universiteit van Utrecht. Als autodidact schreef Hoekstra tijdens zijn school- en studietijd onder meer een symfonie, strijkkwartetten, een mis en liederen. In 2006 en 2007 nam hij privélessen contrapunt bij dr. Gert Oost. In 2010 werd hij toegelaten tot het Conservatorium van Utrecht, waar hij studeerde bij Caroline Ansink. Hoekstra is lid van het componistengenootschap Nieuw Geneco. Zijn werken worden gepubliceerd bij uitgevers in Nederland, waaronder bij Donemus, en daarbuiten.

## Prijzen
In april 2015 won Hoekstra de derde prijs met zijn derde strijkkwartet, 'First Movement', in de Malta International Composition Competition 2015. In 2015 won het Frysk Jeugdorkest eerst de Akoesticum Prijs voor de première van Hoekstra's 'Saga, soundtrack to the life of a forgotten hero' tijdens de voorrondes van het Nationaal Concours voor Jeugdsymfonieorkesten. Later, op 13 juni 2015, won het FJO de finale van dat zelfde concours in de categorie 'groot symfonisch', in De Doelen in Rotterdam.

## Composities
Hoekstra schreef divers ensemblewerk, verschillende symfonische werken, een mis, cantates, strijkkwartetten, liederen, een pianosonate en -suite, inventies en fuga's en diverse bewerkingen, maar ook ringtones en gamemuziek. Een deel van zijn kamermuziek is opgenomen op cd's en te vinden op de grote internationale streamingsplatforms.

## Andere activiteiten
Als cultureel ondernemer en musicoloog is Hoekstra onder meer werkzaam als tekstschrijver, compositiedocent, toelichter en adviseur. Hij is lid van de Adviesraad van Concertzender en lid van de Fryske Rie foar Heraldyk. Eerder was hij bestuurslid van de Zaterdagmiddagmuziek Domkerk in Utrecht.